# Pine Hollow
Pine Hollow és una concentració de població designada pel cens dels Estats Units a l'estat d'Oregon. Segons el cens del 2000 tenia 424 habitants.

## Demografia
Segons el cens del 2000, Pine Hollow tenia 424 habitants, 197 habitatges, i 152 famílies. La densitat de població era de 71,8 habitants per km².
Dels 197 habitatges en un 10,7% hi vivien nens de menys de 18 anys, en un 72,6% hi vivien parelles casades, en un 3% dones solteres, i en un 22,8% no eren unitats familiars. En el 19,3% dels habitatges hi vivien persones soles el 8,6% de les quals corresponia a persones de 65 anys o més que vivien soles. El nombre mitjà de persones vivint en cada habitatge era de 2,15 i el nombre mitjà de persones que vivien en cada família era de 2,41.
Per edats la població es repartia de la següent manera: un 13,2% tenia menys de 18 anys, un 3,1% entre 18 i 24, un 9,7% entre 25 i 44, un 45,5% de 45 a 60 i un 28,5% 65 anys o més.
L'edat mediana era de 58 anys. Per cada 100 dones de 18 o més anys hi havia 95,7 homes.
La renda mediana per habitatge era de 37.667 $ i la renda mediana per família de 37.604 $. Els homes tenien una renda mediana de 37.083 $ mentre que les dones 16.250 $. La renda per capita de la població era de 16.537 $. Aproximadament el 9,1% de les famílies i el 10,5% de la població estaven per davall del llindar de pobresa.

## Poblacions més properes
El següent diagrama mostra les poblacions més properes.